# Phrudocentra punctata
Phrudocentra punctata là một loài bướm đêm trong họ Geometridae.